# Frank Jobe
Frank Wilson Jobe (16 de julio de 1925 - 6 de marzo de 2014) fue un cirujano ortopédico estadounidense y el cofundador, junto con Robert Kerlan, de la Clínica Ortopédica Kerlan-Jobe. Jobe fue pionero en el uso de la cirugía Tommy John y cirugía mayor reconstructiva del hombro para los jugadores de béisbol. 
En 1974, Jobe realizó la primera cirugía Tommy John en el entonces gran lanzador de ligas Tommy John. La cirugía se ha empleado con éxito para revivir las carreras de muchos lanzadores que han sufrido lesiones de codo. Jobe también realizó la primera cirugía reconstructiva mayor del hombro en un jugador de Grandes Ligas en 1990, lo que permitió a Orel Hershiser continuar su carrera. Jobe se desempeñó como asesor especial de los Dodgers de Los Ángeles hasta su muerte.

## Primeros años
Frank Jobe nació en Greensboro, Carolina del Norte, en 1925. Asistió al Collegedale Academy, un internado en Collegedale, Tennessee, donde se graduó en 1943. Después de graduarse, Jobe se alistó en el Ejército de los Estados Unidos a la edad de 18 años, e informó al Camp Barkeley. En la Segunda Guerra Mundial, Jobe sirvió como sargento del personal médico en la División Aerotransportada 101 del Ejército, de aterrizar en Normandía con ellos. Él sirvió en la Batalla de las Ardenas. Fue capturado por los nazis durante el cerco de Bastogne brevemente antes de escapar. Obtuvo la Medalla Estrella de Bronce, insignia médica del combate, y la Insignia Glider con una estrella.

## Carrera
Después de la guerra, Jobe se inscribió en Southern Missionary College con la ayuda del G.I. Bill. Completó su licenciatura en la Universidad de La Sierra, y asistió a la escuela de medicina en la Universidad de Loma Linda, donde recibió su doctorado en medicina en 1956. Él trabajó durante tres años como médico general, antes de que completar una residencia en cirugía ortopédica en el Hospital del Condado de Los Ángeles.